# Staroleśny Szczyt

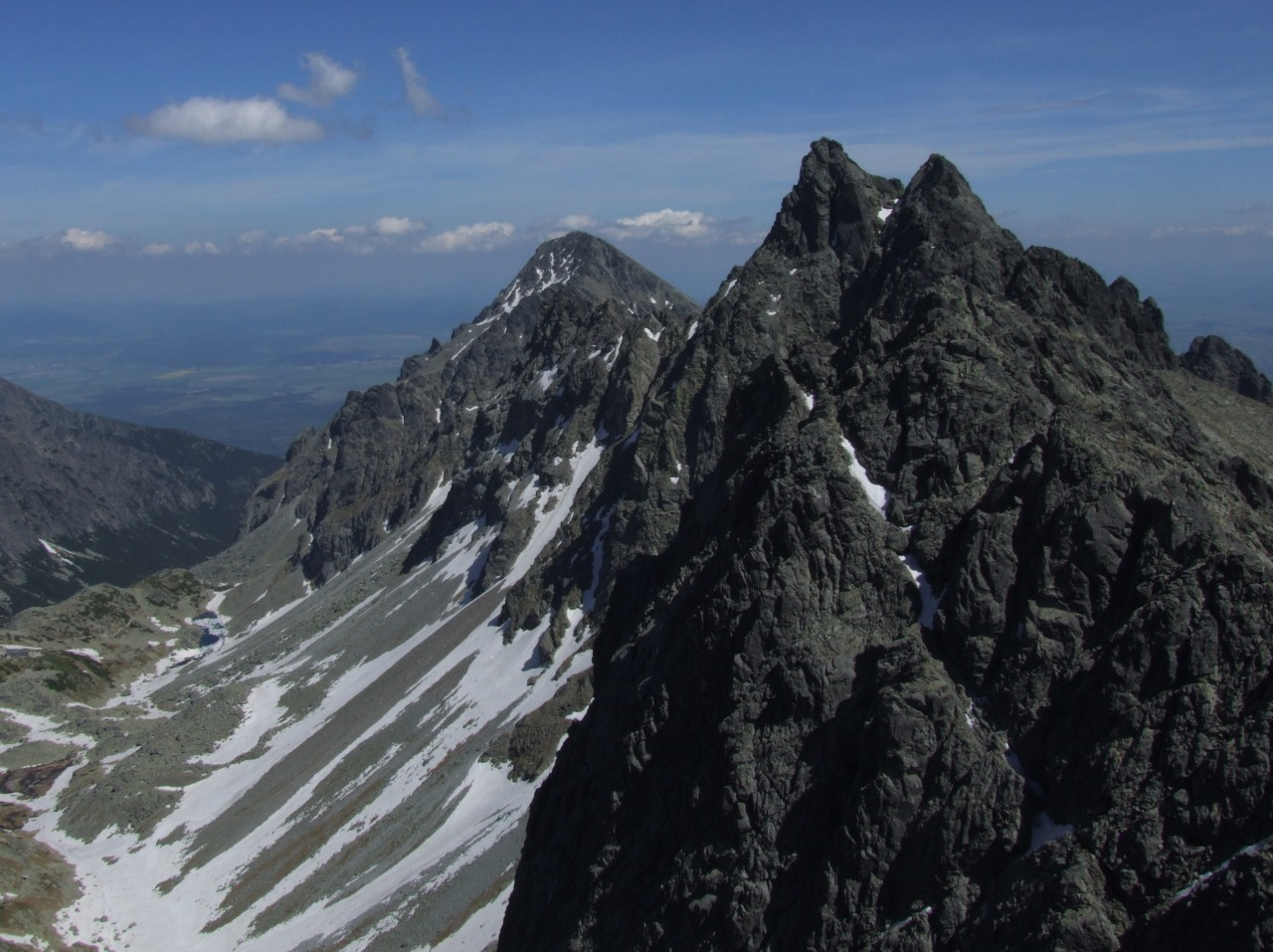
Staroleśny Szczyt i Sławkowski Szczyt (w głębi), widok z Małej Wysokiej. Lewa kulminacja to Klimkowa Turnia, prawa to Pawłowa Turnia, w środku Klimkowe Wrótka

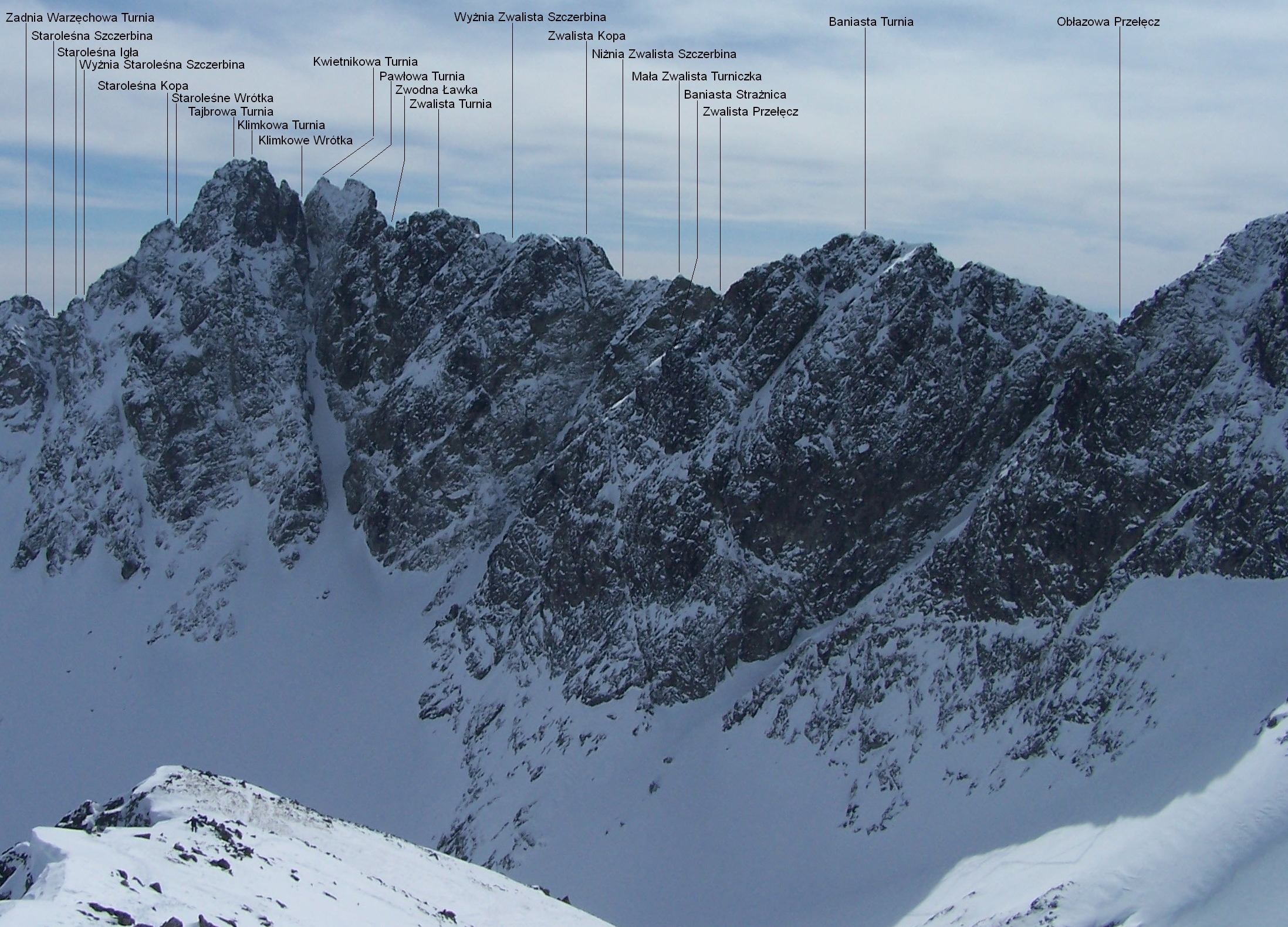
Grań Staroleśnego Szczytu

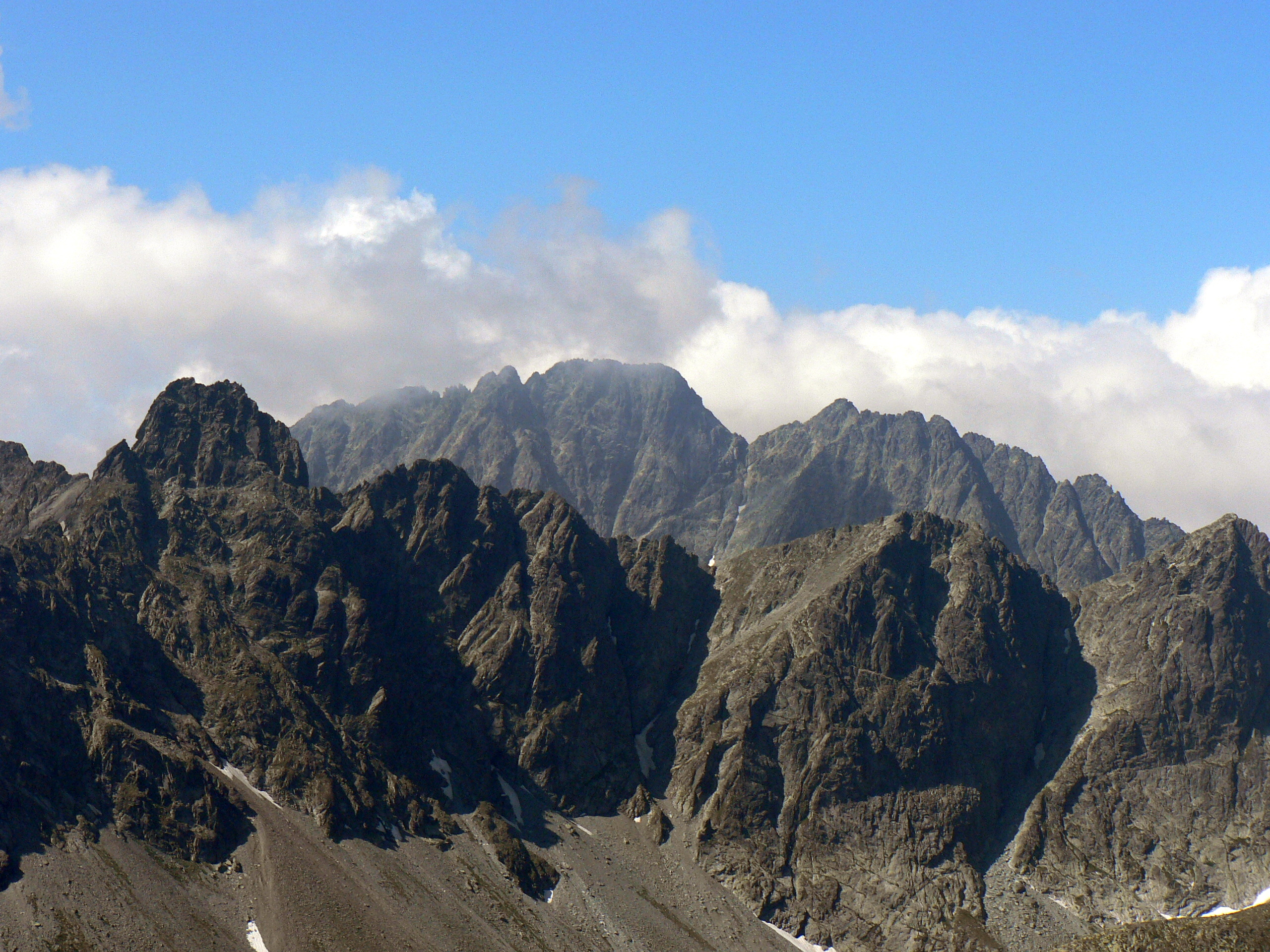
Staroleśny Szczyt po lewej, w tle Gerlach. Widok ponad Doliną Staroleśną (z masywu Pośredniej Grani)

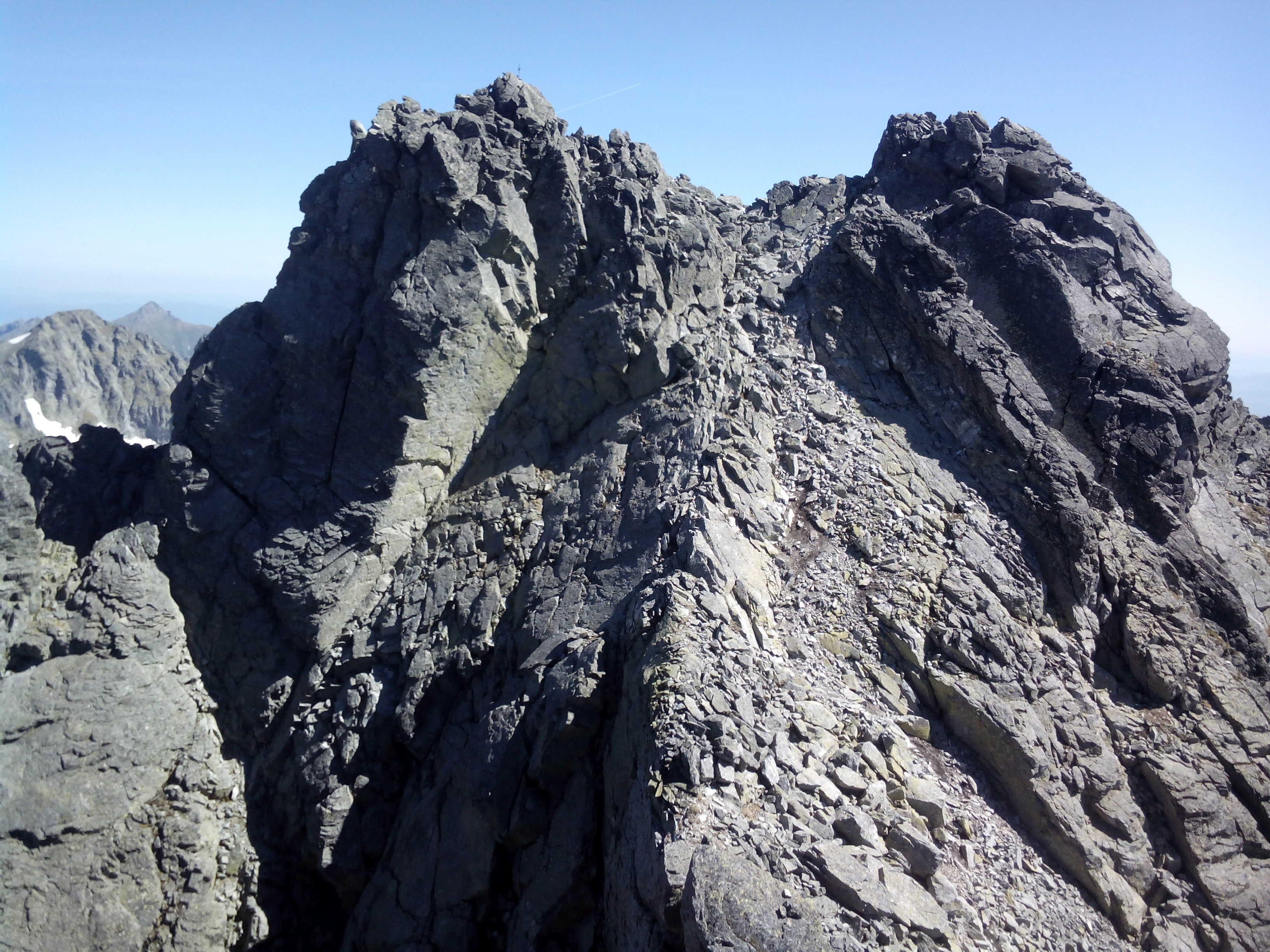
Klimkowa Turnia (po lewej) i Tajbrowa Turnia

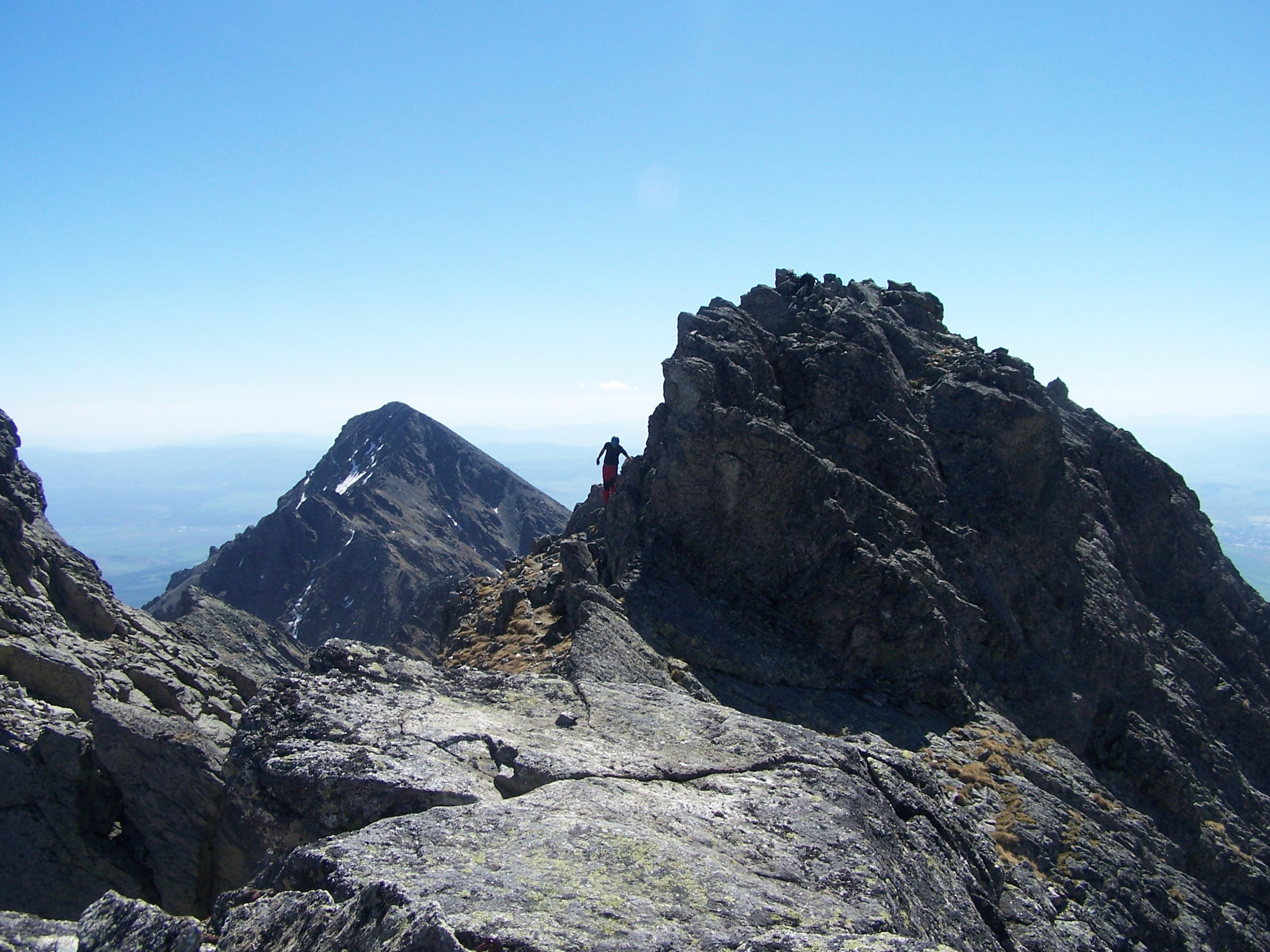
Klimkowe Wrótka i Kwietnikowa Turnia

Staroleśny Szczyt (także krótko Staroleśna, dawniej również Staroleśniański Szczyt, słow. Bradavica, niem. Warze, węg. Bibircs) – wybitny czterowierzchołkowy szczyt Tatr Wysokich, położony na terenie Słowacji, w bocznej grani odchodzącej na południowy wschód od grani głównej w zwornikowym szczycie Mała Wysoka (Východná Vysoká). Wznosi się na wysokość 2489 m n.p.m. (według wcześniejszych pomiarów 2492 lub 2476 m).

## Nietypowy wierzchołek
Kulminację Staroleśnego Szczytu tworzą dwie pary turni, układające się w dwa bloki szczytowe, oddzielone znacznym wcięciem Klimkowych Wrótek (2454 m). Zachodnia, niższa para turni to charakterystyczny dla wyglądu masywu i niemal monolityczny blok szczytowy o kierunku północny zachód – południowy wschód, który tworzą Pawłowa Turnia (2473 m, położona najbardziej na zachód, ściślej północny zachód) i Kwietnikowa Turnia (2476 m). Druga para turni leży od nich na wschód i tworzy drugi, mniej lity blok o kierunku wschód-zachód, układający się z poprzednim w rodzaj skośnej litery „T” (jako „noga” owej litery). Tę drugą parę stanowią Klimkowa Turnia (2489 m) i Tajbrowa Turnia (2489 m, położona najbardziej na wschód), upamiętniające Klimka Bachledę i Jana Bachledę Tajbra, pierwszych zdobywców szczytu. Za najwyższy i główny wierzchołek masywu uważa się Klimkową Turnię, ale najnowsze pomiary lidarowe sugerują, że minimalnie wyższa od niej może być Tajbrowa Turnia.
W Staroleśnym Szczycie zbiegają się trzy granie, przy czym zwornik znajduje się w zachodnim bloku szczytowym, w pobliżu Kwietnikowej Turni.

## Granie
(Nazwy polskie i słowackie oraz układ terenu według dwóch głównych źródeł, zob. przypis
W odcinku grani bocznej łączącym Małą Wysoką i Staroleśny Szczyt, oddzielone od niego Zwodną Ławką (Zvodná lávka), znajdują się (licząc kolejno od tego ostatniego) Zwalista Turnia (Westerov štít) i Baniasta Turnia (Kupola). Grań ta rozdziela dwie doliny walne: położoną na północ i północny wschód Staroleśną (Veľká Studená dolina) oraz Wielicką (Velická dolina).
W Kwietnikowej Turni dotychczasowa grań dzieli się na dwa ramiona:
- krótsze, skierowane na południowy wschód i tworzące Granaty Wielickie (Granátové veže), rozpoczynające się za Kwietnikową Przełączką szczytem Rogatej Turni,
- oraz znacznie dłuższe i silniej rozczłonkowane ramię skierowane na wschód, na które składają się (wyliczając od szczytu na wschód):
  - Nowoleśna Grań (słowackie Skrinica, Skrinicový hrebeň), z Warzęchowymi Turniami i innymi szczytami, m.in. Skrajną Nowoleśną Turnią (Východná Slavkovská veža), aż do Sławkowskiej Przełęczy,
  - Sławkowską Grań (słow. Vareškový hrebeň), ze szczytami m.in. Sławkowską Kopą (Slavkovská kopa)
  - oraz Sławkowski Szczyt (Slavkovský štít).

We wschodniej grani najbliższym szczytem jest Zadnia Warzęchowa Turnia, oddzielona od Tajbrowej Turni Staroleśną Szczerbiną. W grani opadającej na Staroleśną Szczerbinę wyróżniają się od szczytu kolejno:
- Staroleśne Wrótka (Starolesnianska bránka),
- Staroleśna Kopa (Starolesnianska kopa),
- Wyżnia Staroleśna Szczerbina (Vyšná Starolesnianska štrbina),
- Staroleśna Igła (Ihla v Skriniciach).

Opisane dwa ramiona obejmują niewielką Dolinę Sławkowską (Slavkovská dolina), opadającą ku południowemu zachodowi.
Podsypana piargami ściana Staroleśnego Szczytu od strony Doliny Staroleśnej ma wysokość około 400 m i znana jest z lawin kamiennych.

## Taternictwo
Staroleśny Szczyt należy do Wielkiej Korony Tatr.
- Pierwsze odnotowane wejścia turystyczne: 14 sierpnia 1892 r. – Kazimierz Tetmajer, Tadeusz Boy-Żeleński, Edward Koelichen, Jan Koelichen, Franciszek Krzyształowicz i przewodnicy Klemens Bachleda, Jan Bachleda Tajber, Józef Haziak i Jan Obrochta Tomkowy. Klemens Bachleda w pojedynkę przed wszystkimi przepatrzył i pokonał końcowy odcinek drogi, a potem dopiero wprowadził resztę zespołu. Weszli tylko na Klimkową Turnię i Tajbrową Turnię[a].
- Pierwsze odnotowane wejście na Kwietnikową Turnię: 11 lipca 1896 r. – Aemilius Hacker (przy okazji trzeciego w ogóle wejścia na główny szczyt).
- Pierwsze odnotowane wejście na Pawłową Turnię: 17 lipca 1896 r. – Paul Habel, Johannes Müller oraz przewodnicy Johann Breuer i Pavel Čižák (przy okazji czwartego w ogóle wejścia na główny szczyt).
- Pierwsze wejście zimowe: 15 lutego 1906 r. – Ernst Dubke, Alfred Martin i dwaj przewodnicy, Johann Breuer i Johann Franz (senior), przy czym weszli na wszystkie cztery kulminacje[5].

## Nazwa
Nazwa szczytu i leżącej poniżej jego ścian doliny pochodzi od spiskiej wsi Stara Leśna. W polskim piśmiennictwie pojawiła się od 1878 r. w różnych formach: Staroleśna, Staroleśniański Wirch, Staroleśnicka Turnia i in. Słowacka nazwa szczytu oznacza brodawkę i jest tłumaczeniem nazwy węgierskiej i niemieckiej. Dawniej Staroleśny Szczyt był nazywany Wysoką – stąd nazwa niższej od niej, nieodległej Małej Wysokiej.